# جامعة سوكا الأمريكية
جامعة سوكا الأمريكية (بالإنجليزية: Soka University)‏ هي جامعة خاصة في أليسو فيجو، كاليفورنيا.  تؤكد رسالة الجامعة على السلام، وحقوق الإنسان، والتعايش الإبداعي بين الطبيعة والإنسانية.  :6
تقع مدرستها الشقيقة والأكثبر منها بكثيرجامعة سوكا في اليابان، في هاتشيوجي، طوكيو. تضم كلية كلية سوكا كلاً من كلية الفنون الحرة لمدة أربع سنوات ومدرسة الدراسات العليا التي تقدم برنامج الماجستير في القيادة التربوية والتغيير الاجتماعي.  تستضيف جامعة سوكا مركز أبحاث حوض المحيط الهادئ والمجلة الأكاديمية أنالس أوف سكولارشيب.

## أكاديميات

### التصنيف العالمي
صُنِّف ترتيب يو إس نيوز آند وورلد ريبورت جامعة سوكا الأمركيية في الإصدار 2019م في المرتبة الثانية والعشرين وفي المرتبة الحادية عشرة في «الأفضل قيمة» بين كليات الفنون الليبرالية الوطنية. 
وفي عام 2018م صنفتها واشنطن مانثلي في المرتبة 45 بين كليات الفنون الليبرالية في الولايات المتحدة بناءً على مساهمتها في الصالح العام، وفقًا لما تقاسه الحراك الاجتماعي، والبحث، وتعزيز الخدمة العامة. 
في عام 2015م أدرجت كريستيان ساينس مونيتور امعة سوكا في قائمة أفضل 10 من الكليات الأكثر تفكيرًا عالميًا. 

## القبول ومعدل التخرج

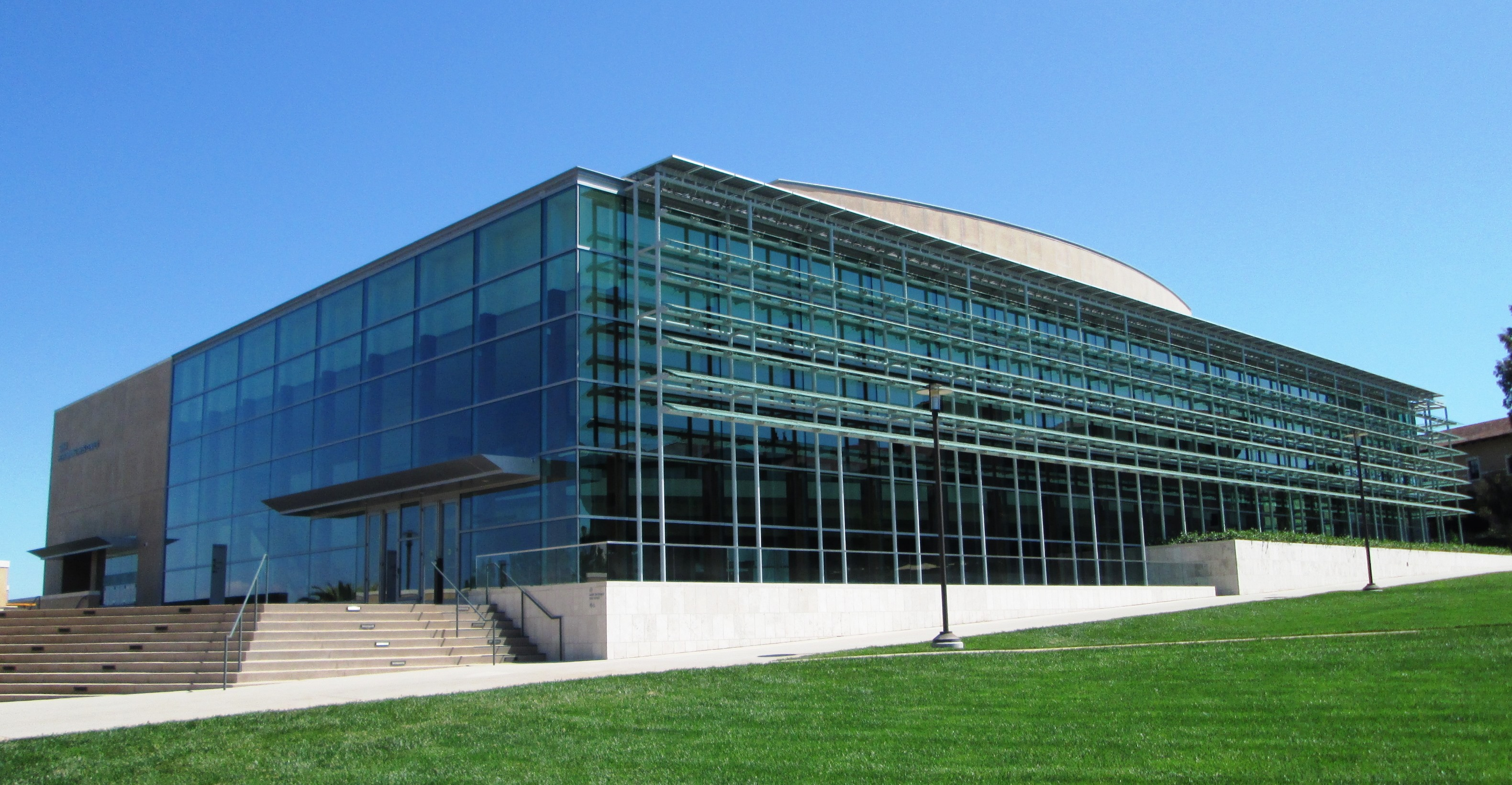
مركز سوكا للفنون الأدائية

القبول في الجامعة تنافسي. اعتبارًا من عام 2017م قبل 36٪ من طلبات الطلاب الجامعيين بمعدل متوسط بلغ 3.96. 
منذ عام 2008م تتوفر منح دراسية كاملة للطلبة المقبولين الذين تجني عائلاتهم 60,000 دولار أو أقل سنويا.  حصلت سوكا على المرتبة الرابعة في تصنيف يو إس نيوز آند وورلد ريبورت في 2015 على «أفضل كليات الفنون الليبرالية القيمة». 
وقد قُبل طلاب المرحلة الجامعية في برامج الدراسات العليا المختلفة مثل الاقتصاد في جامعة ستانفورد، والسياسة العامة في بيركلي، والقانون في جامعة ميريلاند، والإحصاءات في جامعة هارفارد والتعليم في كولومبيا، والتخطيط الحضري في جامعة نيويورك، والدراسات البيئية في جامعة كاليفورنيا في سانتا كروز، والشؤون العامة في جامعة كورنيل، والصحة العامة في جامعة كاليفورنيا في لوس أنجلوس، وعلم النفس في جامعة طوكيو، والشؤون الدولية في جامعة كاليفورنيا في لوس أنجلوس، والصحافة في جامعة نورث وسترن، وعلم الموسيقى في أكسفورد، والكتابة الإبداعية في ذا نيو سكول، والسينما في معهد سان فرانسيسكو للفنون، ودراسات شرق آسيا في ديوك، والدراسات البيئية في ولاية بنسلفانيا.  

## مشاهير
درس في جامعة سوكا الأمريكية تاهري مافي مؤلفة الكتب الأكثر مبيعًا في نيويورك تايمز.  تضم أعضاء هيئة التدريس البارزين أساتذة العلوم الإنسانية روبرت ألينسون وجيم ميرود، وقد سجل الأخير العديد من فناني موسيقى الجاز (بما في ذلك هيربي هانكوك وإيلا فيتزجيرالد) بالإضافة إلى منحته الدراسية.  

## مزاعم الطائفية
في عام 2003م ادعى أستاذان أنهما تعرضا للتمييز الديني، وخرق العقد، وكذلك التمييز على أساس السن. وقام أحد الأستاذين باتخاذ إجراء قانوني ضد شركة جامعة سوكا الأمريكية بناءً على هذه الادعاءات، ولكن رُفضت قضيته بناء على حكم موجز.  رفضت إدارة الجامعة جميع مزاعم التمييز وأشارت إلى أن غالبية ديانة أعضاء هيئة التدريس والموظفين ليست البوذية، وقالت إنه لا يوجد دليل على معاملة تفضيلية، وأن جامعة سوكا لن تقوم أبدا بتعليم البوذية أو أية ديانة أخرى.   
في عام 2011م كتبت ميشيل وو مقالة في أو سي الأسبوعية، وهي مطبوعة محلية في مقاطعة أورانج، كاليفورنيا، ذكرت فيها التبشير المحتمل للموظفين غير البوذيين والطلاب.  والمتنازع عليها من قبل طلاب جامعة سوكا وأعضاء هيئة التدريس والموظفين. 

## وصلات خارجية
- الموقع الرسمي